# Ich und meine Maske
Ich und Meine Maske – trzeci solowy album niemieckiego rapera Sido, wydany 30 maja 2008 Na albumie usłyszymy oprócz członków Aggro Berlin także Azada czy Bass Sultana Hengzta. W Niemczech album w pierwszym tygodniu znalazł się na pierwszym miejscu na liście, a w Austrii na miejscu drugim. Dotychczas powstały 4 teledyski promujące album "Halt Dein Maul", "Augen Auf", "Carmen" oraz "Herz". Wszystkie znalazły się wysoko na niemieckich listach.
18 listopada 2008 w jednym z wywiadów Sido oświadczył, że dotychczas sprzedano około 160.000 do 170.000 płyt, a więc płyta uzyskała już status złotej (100.000) i niewiele brakuje jej do platyny (200.000).

## Lista utworów
CD1
1. Intro – 1:02
2. Wieder zurück – 3:49
3. Halt dein Maul – 3:21
4. Peilerman & Flow|Peilerman und Flow Teil 5 – 1:09
5. Ich und meine Maske – 3:59
6. Pack schlägt sich (feat. Azad) – 3:10
7. Peilerman und Flow Teil 6 – 0:54
8. Augen auf – 3:50
9. Herz – 4:27
10. Peilerman & Flow Teil 7 – 0:43
11. Strip für mich (feat. Kitty Kat) – 4:21
12. Carmen – 3:46
13. Peilerman und Flow Teil 8 – 0:37
14. Scheiss drauf – 4:24
15. Unser Leben (feat. Fler und Shizoe) – 4:31
16. Nein! (feat. Doreen) – 4:03
17. Schule (feat. Alpa Gun und Greckoe) – 3:50
18. Jeder kriegt, was er verdient (feat. Tony D)– 2:45
19. Danke – 4:46
20. Aggrokalypse (feat. B-Tight, Fler und Kitty Kat)– 4:31

## Premium Edycja CD 2
1. Mario Barth Intro (feat. Mario Barth) – 1:36
2. Ich bin so Gaga (feat. Bass Sultan Hengzt) – 4:12
3. Tage (feat. Harris, Pillath und Eva Briegel) – 4:58
4. Beweg dein Arsch (feat. Scooter, Kitty Kat und Tony D) – 3:28
5. Wenn die Bosse reden (feat. B-Tight) – 4:50
6. Ich und meine Katze (feat. Kitty Kat)– 3:25
7. Deine Eltern – 4:38
8. Kanacks & Hools (feat. Joe Rilla) – 4:45
9. Meine Gang  (feat. Die Sekte) – 4:01
10. Halt dein Maul Remix (feat. Kitty Kat, Willi Murda und Automatikk) – 3:21